# Petr Ibl
Petr Ibl (* 16. května 1954 Brno) je český politik, počátkem 21. století poslanec Poslanecké sněmovny za ČSSD a předseda poslaneckého klubu sociální demokracie.

## Biografie
S manželkou Milenou mají dcery Petru a Moniku a syna Romana. V roce 1972 absolvoval odborné učiliště potravinářské v Brně, pak v roce 1982 SOŠ vychovatelství a v roce 1986 Vysokou školu Sboru národní bezpečnosti v Praze (obor penologie). V roce 1987 složil v Praze rigorózní zkoušku a roku 1991 postgraduálně vystudoval trestní právo a řízení na Právnické fakultě Univerzity Karlovy. V letech 1990–1991 působil jako ředitel věznice v Praze, v letech 1996–1998 coby poradce poslaneckého klubu v poslanecké sněmovně a v období let 1998–2002 byl poradcem místopředsedy poslanecké sněmovny a tajemníkem poslaneckého klubu.
Ve volbách v roce 2002 byl zvolen do poslanecké sněmovny za ČSSD (volební obvod Praha). Byl místopředsedou sněmovního výboru pro obranu a bezpečnost, v letech 2002–2003 i členem ústavněprávního výboru a v období let 2003–2005 a znovu roku 2006 členem organizačního výboru. Ve sněmovně setrval do voleb v roce 2006. Působil jako předseda poslaneckého klubu ČSSD. V prosinci 2005 ale na funkci rezignoval. Patřil ke spojencům Stanislava Grosse. Po jistou dobu byl náměstkem Grosse na ministerstvu vnitra. Rezignaci na vedení sněmovní frakce ČSSD odůvodnil nejednotností strany a svalováním viny za politické neúspěchy na poslanecký klub. Již předtím čelil kritice. V září 2004 informoval Český rozhlas, že Iblovi Národní bezpečnostní úřad neoprávněně přidělil prověrku. V minulosti měl Ibl podnikat s vysokým důstojníkem někdejší Státní bezpečnosti Jaroslavem Vondruškou, jenž měl mít vazby na sovětskou KGB. Kritizován byl i za svou profesní činnost před rokem 1989, kdy pracoval jako vězeňský dozorce.
Zastával post předsedy správní rady Zdravotní pojišťovny ministerstva vnitra ČR.
V komunálních volbách roku 1998 a komunálních volbách roku 2010 neúspěšně kandidoval do zastupitelstva hlavního města Praha za ČSSD. Profesně se k roku 1998 uvádí jako právník, k roku 2010 coby vysokoškolský pedagog.